# Leucania intermediatypica
Leucania intermediatypica är en fjärilsart som beskrevs av Tutt 1904. Leucania intermediatypica ingår i släktet Leucania och familjen nattflyn. Inga underarter finns listade i Catalogue of Life.